# Edmund Hardy (Religionswissenschaftler)
Edmund Georg Nicolaus Hardy (9. Juli 1852 in Mainz – 10. Oktober 1904 in Bonn) war ein deutscher katholischer Theologe, Religionshistoriker, Religionswissenschaftler und Indologe.

## Leben
Edmund Hardy stammte aus einer alteingesessenen und angesehenen Familie in Mainz. Sein Vater war der Apotheker Edmund Hardy (1816–1878).
Hardy studierte Katholische Theologie und Philosophie am Bischöflichen Seminar in Mainz. 1874 wurde er mit seiner Bearbeitung der Preisaufgabe Darstellung und Kritik des Platonischen Gottesbegriffs ausgezeichnet. 1875 wurde er zum Priester geweiht und war bis 1885 Kaplan in Heppenheim an der Bergstraße. 1879 wurde er bei Kuno Fischer an der Universität Heidelberg promoviert. Nach seiner Übersiedlung nach Freiburg im Breisgau erwarb er dort 1885 den theologischen Doktorgrad, habilitierte sich 1886 in der theologischen Fakultät der Universität Freiburg und erhielt 1887 eine außerordentliche Professur. Einen Ruf auf einen Lehrstuhl am wiedereröffneten Priesterseminar Mainz 1887 lehnte er ab.
Hardy übte den Priesterberuf neben seinem Lehramt weiter aus. Er war mit führenden Zentrumspolitikern eng verbunden und legte nach politischen Auseinandersetzungen 1893 sein Lehramt nieder. Nach kurzem Aufenthalt im Benediktinerkloster Beuron wurde er 1894 auf den Lehrstuhl für indische Philologie und vergleichende Religionswissenschaft an der Universität Freiburg im Üechtland berufen. Nach hochschulpolitischen Verwicklungen, die mit dem Streit um die Verfassung der Universität und den Sonderrechten des Dominikanerordens zusammenhingen, beantragte er 1897 zusammen mit neun anderen Professoren seine Entlassung. 1898 übersiedelte er nach Würzburg und 1903 nach Bonn, wo er 1904 starb.

## Werk
Hardy widmete sich vor allem der indischen Religionsgeschichte. Die Erkenntnis der Notwendigkeit eigener Quellenstudien veranlasste ihn zum Studium des Sanskrit und des Pāli. Seine Publikationen über Indische Religionsgeschichte und den Religionsstifter Buddha erschienen in der populären Buchreihe Sammlung Göschen.
Hardys Bedeutung liegt in seinem Eintreten für die historisch-vergleichende Religionsbetrachtung und für die Verknüpfung philologischer und religionswissenschaftlicher Methoden bei der Erforschung der indischen Religionen.
Er plädierte für eine klare Trennung von Religionswissenschaft und Theologie, stellte „die historische und komparative Forschung unter Berücksichtigung nichtchristlicher und außereuropäischer Religionen ins Zentrum der Religionswissenschaft“ und lieferte so „eine Bestimmung der Religionswissenschaft, die bis heute den Kern des Faches ausmacht“.

## Publikationen (Auswahl)
- Friedrich Ozanam: ein Leben im Dienste der Wahrheit und Liebe. Kirchheim, Mainz 1878
- Der Begriff der Physis in der griechischen Philosophie. Weidmannsche Buchhandlung, Berlin 1884
- Die allgemeine vergleichende Religionswissenschaft im akademischen Studium unserer Zeit: Eine akademische Antrittsrede. Herder, Freiburg im Breisgau 1887
- Der Buddhismus nach älteren Pâli-Werken. Darstellungen aus dem Gebiete der nichtchristlichen Religionsgeschichte 1, Aschendorff, Münster 1890; online. Neue Ausgabe besorgt von Richard Schmidt, Münster 1919
- Die Vedisch-brahmanische Periode der Religion des alten Indiens. Nach den Quellen dargestellt. Darstellungen aus dem Gebiete der nichtchristlichen Religionsgeschichte 9/10, Aschendorff, Münster 1893; online
- Was ist Religionswissenschaft? Ein Beitrag zur Methodik der historischen Religionsforschung. In: Archiv für Religionswissenschaft 1 (1898), S. 9–42; online im Internet Archive. Ebenfalls in: Günter Lanczkowski (Hrsg.): Selbstverständnis und Wesen der Religionswissenschaft. Wege der Forschung 263, Wiss. Buchges., Darmstadt 1974, S. 1–29
- Buddha. Sammlung Göschen 174, Göschen, Leipzig 1903
- Indische Religionsgeschichte. Sammlung Göschen 83, Göschen, Leipzig 1904
- Indiens Kultur in der Blütezeit des Buddhismus König Asoka. Weltgeschichte im Charakterbildern, Abt. 1 Altertum, Kirchheim, Mainz 1913